# Irredentismo italiano
L'irredentismo italiano fu un movimento d'opinione, espressione dell'aspirazione italiana a perfezionare territorialmente la propria unità nazionale, liberando le terre soggette al dominio straniero. Le principali "terre irredente", note con tale nome per antonomasia e in senso stretto, erano considerate le province di Trento e Trieste, territori italiani rimasti all'Austria anche dopo la terza guerra d'indipendenza e che l'Italia annesse alla fine della prima guerra mondiale.
Il movimento fu attivo principalmente in Italia, tra la seconda metà del XIX secolo e la prima del secolo successivo, a favore dell'integrazione nel Regno d'Italia di tutti i territori compresi nella regione geografica italiana o popolati da italofoni e collegati all'Italia da secolari legami storici, linguistici e culturali. Il movimento non aveva carattere unitario, essendo costituito da diversi gruppi e associazioni, generalmente non coordinati tra loro.

## Storia

### Origini
Secondo alcuni autori, le radici dell'irredentismo possono essere trovate già verso la fine del XVIII secolo, come conseguenza del tentativo francese di annettere – oltre alla Corsica – anche regioni italiane "continentali" come il Piemonte, la Liguria e la Toscana durante l'Impero napoleonico. Tuttavia è nella seconda metà del XIX secolo, sul finire del Risorgimento, che il fenomeno diventa rilevante; proprio in quel periodo nacquero infatti diversi movimenti che facevano propri gli ideali irredentisti: ripetutamente quanto inutilmente i giuliani avevano chiesto, almeno, l'unione della Venezia Giulia al Regno Lombardo-Veneto, e all'epoca delle rivolte del 1848 il magistrato Carlo De Franceschi, di Pisino, Michele Facchinetti, di Visinada, Antonio Madonizza, di Capodistria, Francesco Vidulich, di Lussinpiccolo, Giuseppe Vlach, di Lussino, deputati alla Costituente austriaca, riuscirono a impedire l’aggregazione dell’Istria alla Confederazione Germanica, rivendicando, invece, l’appartenenza all'Italia e la riunificazione col Regno Lombardo-Veneto; lo scritto di De Franceschi "Per l’italianità dell’Istria" (agosto 1848), pubblicato prima a Vienna e poi a Trieste, divenne il manifesto dell'autonomismo istriano.
Nel 1861 prese vita, a Parenzo, la Dieta Provinciale Istriana, nota, insieme alla Dieta Fiumana e a quella Dalmata, riunita a Zara, come “Dieta dei nessuno”, per il rifiuto opposto alle richieste di partecipazione rispettivamente al Parlamento di Vienna e alla Dieta di Zagabria. Carlo De Franceschi, Michele Facchinetti, Antonio Madonizza, insieme con Carlo Combi, di Capodistria, Niccolò De Rin, di Capodistria, Tomaso Lucani, di Lussino, furono gli animatori della Dieta Istriana; Carlo Combi, strenuo sostenitore della riunificazione della Venezia Giulia col Lombardo-Veneto, autore di saggi quali La frontiera orientale d'Italia e la sua importanza e Importanza dell'Alpe Giulia e dell'Istria per la difesa dell'Italia orientale, pubblicati anche sul Politecnico di Carlo Cattaneo, divenne un punto di riferimento per il liberalismo italiano, ma nel 1866 fu bandito dall'Impero austriaco con l'accusa di “intelligenza” col governo e i comandi militari italiani.
Nel 1877 Matteo Renato Imbriani coniò il nuovo termine "terre irredente", utilizzandolo in occasione dei funerali del padre Paolo Emilio, a Napoli. Il corrispondente di un giornale viennese ironicamente lo definì "irredentista" per il saluto rivolto ai compatrioti italiani accorsi a Napoli da quelle zone per la cerimonia.
Nello stesso anno (7 maggio), per iniziativa dello stesso Imbriani e di alcuni altri, nacque l'Associazione in pro dell'Italia Irredenta; nel 1885 fu fondata a Trento la Pro Patria e nel 1891 nacque, nei territori ancora dell'Impero austro-ungarico, la "Lega Nazionale Italiana".
Le diverse associazioni vennero (in momenti diversi) prima tollerate, quindi avversate o addirittura chiuse dallo stato italiano (prima da Depretis e poi da Crispi), per motivi di opportunità di politica estera.
A Trieste, lungo il corso della notte del 2 agosto 1882, un uomo lanciò una bomba lungo un corteo di veterani, causando la morte del sedicenne Angelo Fortis e il ferimento di altre 10 persone. La sera del 17 agosto, grazie a una soffiata alla polizia, una bomba del tutto simile venne sequestrata a bordo del piroscafo Lloyd Milano che proveniva da Venezia. Gli episodi di cui rimangono ignoti i reali esecutori sono riconducibili a un proclama del 31 luglio 1882 pubblicato dal giornale La Stampa il 5 agosto 1882 in cui un gruppo che si firma come "I Triestini", lanciava invettive e invitava il boicottaggio della "Esposizione Industriale" di Trieste inaugurata il primo di agosto dal fratello dell'Imperatore d'Austria Ludovico d'Asburgo.
Nel 1882 il triestino Guglielmo Oberdan, insieme con Donato Ragosa di Buie, progettò un attentato a Francesco Giuseppe I d'Austria nel tentativo di far crollare il progetto della Triplice alleanza, ma la congiura fu scoperta e il tentativo fallì, Ragosa riuscendo a salvarsi con la fuga e Oberdan finendo sul patibolo. In omaggio a Combi e ad altri, tra i quali Vittorio Italico Zupelli, Capodistria fu considerata il santuario dell'Irredentismo giuliano, ma estremamente importante, per quello che riguarda la Venezia Giulia fu anche l'apporto degli intellettuali triestini come Scipio Slataper e Carlo e Giani Stuparich, così come quello degli esponenti (autonomisti o annessionisti indifferentemente) fiumani, da Michele Maylander al suo allievo Antonio Grossich, Presidente del Consiglio Nazionale Italiano, da Nevio Skull a Giuseppe Sincich a Mario Blasich, piuttosto che a Riccardo Gigante, eroe di guerra e luogotenente di D'Annunzio nella impresa di Fiume, per non citare Antonio Bajamonti, Luigi Ziliotto e Roberto Ghiglianovich in Dalmazia.

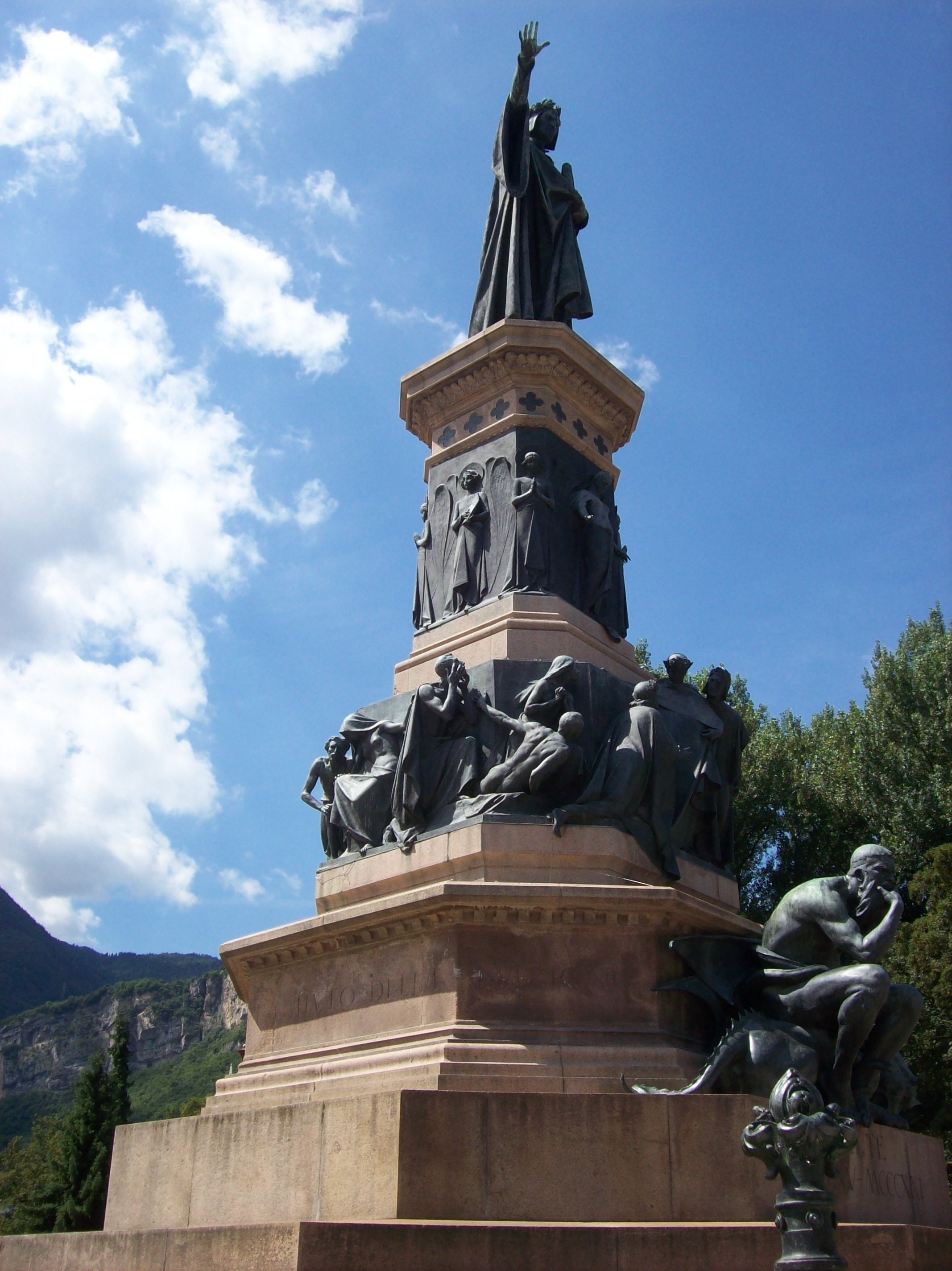
Il Monumento a Dante di Trento fu eretto come simbolo della lingua italiana e dell'italianità quando il Trentino faceva ancora parte dell'Impero austro-ungarico

### Irredentismo risorgimentale
I vari movimenti irredentisti proponevano (pur se con diverse sfumature) l'annessione delle terre, considerate italiane, che dopo la terza guerra di indipendenza italiana del 1866 si trovavano ancora in territorio straniero, quali in particolare il Trentino (e non l'Alto Adige o Sud Tirolo), la Venezia Giulia, la Dalmazia, il Nizzardo, la Corsica e Malta o parte di altre realtà politiche come il Canton Ticino e le valli italofone del Canton Grigioni. I territori considerati irredenti erano definiti tali secondo criteri variabili: a volte si considerava il criterio linguistico-culturale, ossia la presenza di italofoni, altre volte quello geografico, cioè l'appartenenza ai confini naturali, altre ancora quello storico, ossia l'appartenenza del territorio, in passato, a uno degli antichi stati italiani.
Cronologicamente vi furono due irredentismi italiani: uno risorgimentale e uno fascista. Il primo voleva l'unione al Regno d'Italia di tutti i territori con popolazione a maggioranza italiana rimasti fuori dall'unificazione nel 1870 e completare in tal modo il periodo risorgimentale.
In alcune terre di confine si verificarono situazioni conflittuali che misero a volte su posizioni opposte gli stessi abitanti del medesimo paese. Ad esempio, nel Trentino, i giovani in età adatta al servizio militare venivano arruolati dall'Impero Austroungarico e nel 1914 allo scoppio del conflitto molti partirono per il fronte, per un totale di circa 65000 a fine conflitto. Più di ottocento trentini, tuttavia, scelsero l'Italia come loro patria invece dell'Austria, attraversando clandestinamente il confine e arruolandosi come volontari nel regio esercito italiano.
Figure come Cesare Battisti, Nazario Sauro, Damiano Chiesa e Fabio Filzi furono tra le più rappresentative, in questo senso. Tutti coloro che si schierarono per una parte o per l'altra, volontariamente o accettando la chiamata alle armi, vennero chiamati, a seconda dei casi, traditori o fedeli alla loro terra. Così Battisti, Sauro, Chiesa e Filzi furono eroi per gli italiani mentre per anni Bruno Franceschini, probabilmente coinvolto suo malgrado nell'episodio della cattura di Battisti e Filzi, venne considerato un rinnegato. Viceversa, l'Austria considerò traditori Battisti, Filzi e Chiesa, condannandoli a morte.

### Irredentismo fascista
Il secondo, quello fascista fu più aggressivo e portò – in parte – al disastro della seconda guerra mondiale . Infatti dopo la fine della prima guerra mondiale il movimento fu egemonizzato, manipolato e stravolto dal fascismo, che ne fece uno strumento di propaganda nazionalista, posto al centro di una politica, condizionata da tardive ambizioni imperiali, che si concretizzava nelle "italianizzazioni forzate", nell'aspirazione per la nascita di una Grande Italia e un vasto impero coloniale. Il fascismo considerò "irredenti" anche territori quali la Savoia e Corfù (e, con quest'ultima, anche le restanti Isole Ionie: Zante, Leucade, Cefalonia, Itaca, Paxo), non appartenenti alla regione fisica italiana o storicamente alquanto estranei alla tradizione italiana e quasi privi di abitanti italofoni.

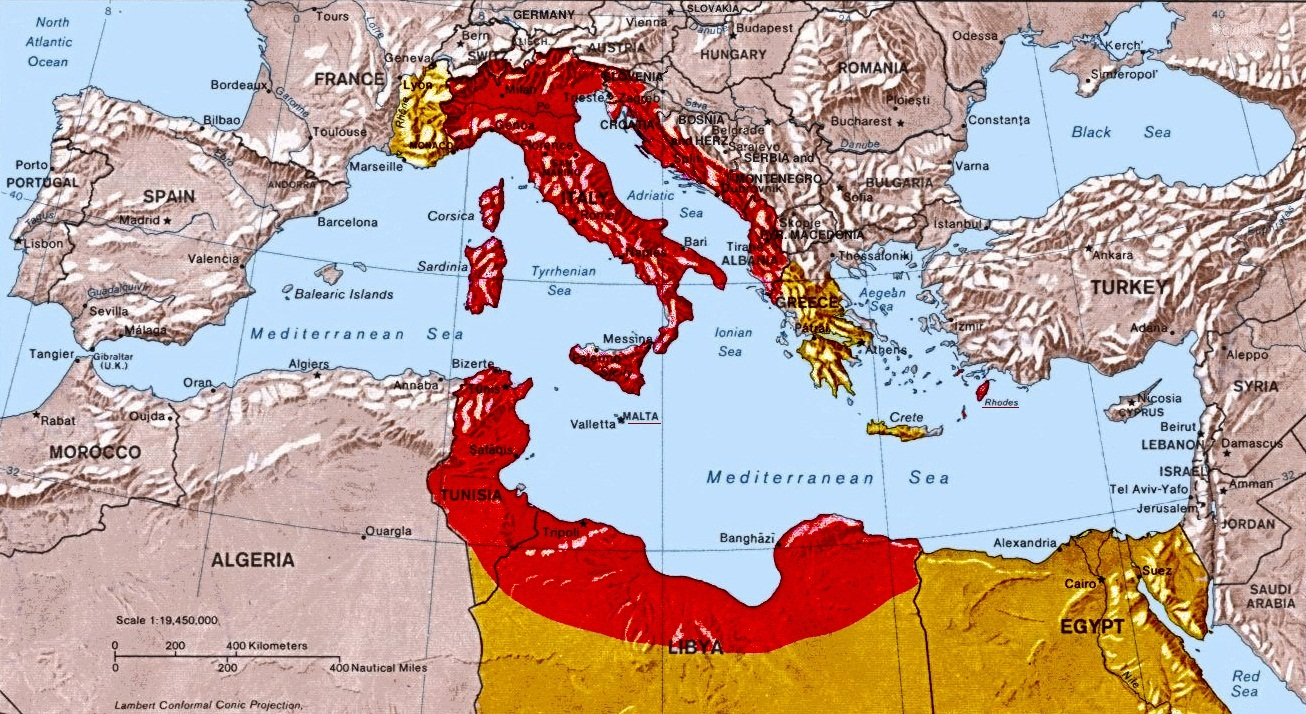
Il progetto fascista nazionalista-irredentista della Grande Italia (in rosso), inserito in una parte dell'impero coloniale (in giallo)

### Situazione dopo il secondo dopoguerra
A partire dal secondo dopoguerra in poi il governo italiano ha cessato del tutto qualsiasi politica irredentistica, considerando come definitivi i confini nazionali stabiliti dopo il trattato di Parigi del 1947, il Memorandum di Londra e il trattato di Osimo del 1975.
Tuttavia, secondo alcuni movimenti non esclusivamente appartenenti alla destra radicale, in seguito alla cessione di gran parte della Venezia Giulia alla ex Jugoslavia, l'irredentismo italiano non avrebbe ancora completato il suo programma. Esistono gruppi e movimenti di opinione che affermano (senza che necessariamente ciò comporti una pressione per la revisione dei confini politici post-bellici) l'italianità della Venezia Giulia oltreconfine.
Nei primi anni novanta la dissoluzione della Jugoslavia ha fatto infatti riemergere in tali ambiti sentimenti nazionalistici; si ricordano a tal proposito le manifestazioni triestine «per un nuovo irredentismo» del 6 ottobre 1991, promosse dal Movimento Sociale Italiano e che traevano spunto da voci circa trattative per il passaggio tramite Trieste delle truppe jugoslave espulse dalla Slovenia, che videro la partecipazione di migliaia di persone al comizio in piazza della Borsa a seguire un lungo corteo per le vie della città, e dell'8 novembre 1992, sempre a Trieste.
Lo stesso MSI e Alleanza Nazionale chiesero la rivisitazione dei trattati di pace, soprattutto per quanto riguarda la zona B del Territorio Libero di Trieste e Pola, atteso che la qualificazione di Slovenia e Croazia come eredi della Jugoslavia non era scontata (come sottolineato dalla stessa Federazione Jugoslava e dalla Serbia) e che la spartizione dell'Istria occupata tra Slovenia e Croazia avrebbe contraddetto le clausole del "trattato di pace" che, almeno, garantivano l'unità della superstite componente italiana nelle terre giuliane assegnate alla Jugoslavia, proponendo la creazione di una euro regione istriana comprendente anche la città di Fiume..
Tali rivendicazioni, riguardanti anche la Dalmazia (comprese isole quali Pago, Ugliano, Lissa, Lagosta, Lesina, Curzola e Meleda) e la costa con le città di Zara, Sebenico, Traù e Spalato, rimasero sempre inascoltate dai diversi governi italiani succedutisi in quel periodo.

## I territori considerati irredenti

### Terre irredente in senso stretto
Trento e Trieste erano considerate le principali terre irredente, al punto che il concetto di "terre irredente" indicava per antonomasia Trento e Trieste.
Di seguito i territori considerati irredenti fino a prima della prima guerra mondiale e che fanno parte della Repubblica Italiana.
- il Trentino con l'Alto Adige (città principali: Trento, Rovereto, Bolzano, Merano, Bressanone, Cortina d'Ampezzo);
- la parte residuale[non chiaro] della Venezia Giulia, attualmente accorpata nella Regione Friuli - Venezia Giulia (città principali: Trieste, Gorizia, Monfalcone);
- la Val Canale, Aquileia, Cervignano del Friuli e altri paesi attualmente sotto la Provincia di Udine e austriaci fino alla Grande guerra;

Queste terre sono anche dette "terre redente", proprio per l'essere state annesse all'Italia.

### Territori compresi nell'Italia geografica
- la Venezia Giulia annessa alla Jugoslavia, con le provincie di Trieste, Gorizia, Pola e Fiume. Talvolta, vengono incluse nella regione alcuni paesi storicamente appartenenti alla Carniola (Longatico, Circonio, Olisa) e le isole di Arbe e Veglia, nonché alcune borgate della Liburnia come Buccari e Fusine.[21][22][23]
- il Paese nizzardo, comprendente parte dell'antica Contea di Nizza e il Principato di Monaco (città principali: Nizza Marittima, Mentone, Monaco, Villafranca, Roccabruna), nonché, a seguito delle cessioni conseguenti al trattato di Parigi del 1947, Briga e Tenda;
- la Corsica (città principali: Ajaccio, Bastia, Porto Vecchio, Borgo, Corte, Calvi, Propriano, Bonifacio);
- la Svizzera italiana, cioè l'intero Canton Ticino (città principali: Lugano, Bellinzona, Locarno, Mendrisio) e le parti cisalpine del Vallese e del Grigioni;
- l'arcipelago di Pelagosa;
- l'arcipelago delle Isole Calipsee (Malta e isole vicine; città principali: La Valletta, Silema);
- la Repubblica di San Marino;
- la Città del Vaticano.

### Territori al di fuori dei confini della regione geografica italiana

Mappa del Regno d'Italia nel 1919; in verde sono evidenziate altre terre irredente rispetto alle province di Trento e Trieste

- la Dalmazia (città principali: Zara, Sebenico, Traù, Spalato, Ragusa, Cattaro);
- Bivio, paese storicamente italofono localizzato oltre lo spartiacque nel Canton Grigioni.

Inoltre, pur oggetto di minore rivendicazione da parte italiana, talvolta sono stati considerati irredenti anche i seguenti territori al di fuori dei confini naturali:
- la Savoia già ceduta alla Francia nel 1860 (città principali: Chambéry, Annecy);
- alcuni paesi del Canton Grigioni storicamente di lingua romancia: Sankt Moritz, Pontresina, Silvaplana, Celerina;
- l'Eptaneso (Isole di Corfù, Zante, Leucade, Cefalonia, Itaca, Passo e Cerigo; città principali: Corfù);
- l'isola di Saseno e talvolta Valona con il Capo Linguetta;
- l'Isola Galita (Jazirat Jalitah) a sud della Sardegna e al largo della costa settentrionale tunisina.

## Le popolazioni italiane dell'Italia irredenta
Vennero portate, come argomentazioni a supporto delle tesi irredentiste di rivendicazione, diversi punti, come l'appartenenza geografica di quelle terre alla Penisola italiana o la presenza di più o meno numerose comunità di italiani o italofoni.
Agli inizi del Novecento la situazione delle terre irredente era la seguente:
- italiani e italofoni nella Contea di Nizza: circa 4.000 (stima);
- italofoni nel Canton Ticino e nei Grigioni (Svizzera): circa 230.000;
- italiani e italofoni nella Dalmazia dell'ex-Iugoslavia: circa 60.000;
- italiani e italofoni a Malta: circa 200.000[italofoni?] stimati;
- italiani e italofoni in Corsica: circa 200.000[italofoni?] stimati.

Attualmente, gli italofoni sono aumentati nella Contea di Nizza (principalmente per immigrazione), sono rimasti invariati nel Canton Ticino, hanno conosciuto una leggera flessione nei Grigioni, mentre sono diminuiti a Malta (per effetto dell'assorbimento della cultura italiana a quella più propriamente maltese) e in Venezia Giulia (per effetto dell'esodo istriano) e quasi scomparsi in Dalmazia (sempre a causa dell'esodo).
Riguardo alla Corsica, la lingua italiana è compresa da una parte della popolazione, ma viene usata molto marginalmente; di contro, si assiste a una più larga concessione sull'utilizzo del corso, strettamente imparentato al gallurese (parlato nell'estremo nord della Sardegna) e ai dialetti del gruppo centrale toscano (in particolare ha conservato diverse caratteristiche dei dialetti medioevali toscani ancora parlati in Garfagnana e alta Versilia) e in misura minore col ligure.
Infine, riguardo alle Isole Ionie, le ultime tracce del dialetto veneziano locale – specialmente a Corfù – sono scomparse negli anni Sessanta (comunque vi resta marginalmente l'uso dell'italkian, una lingua mista di matrice ebraica con molti termini veneti e pugliesi).